# Maquillatge

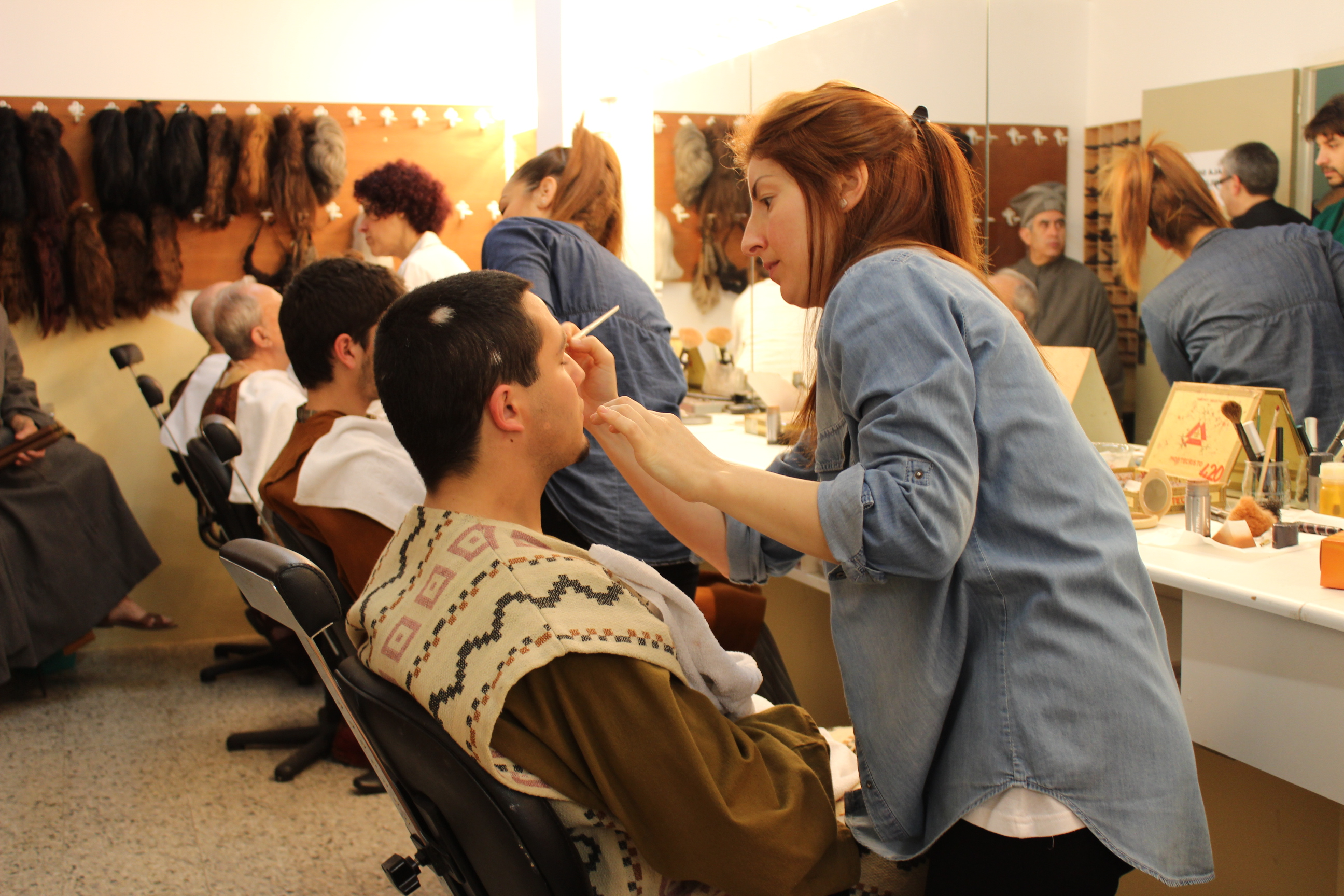
Posada en escena aplicant maquillatge

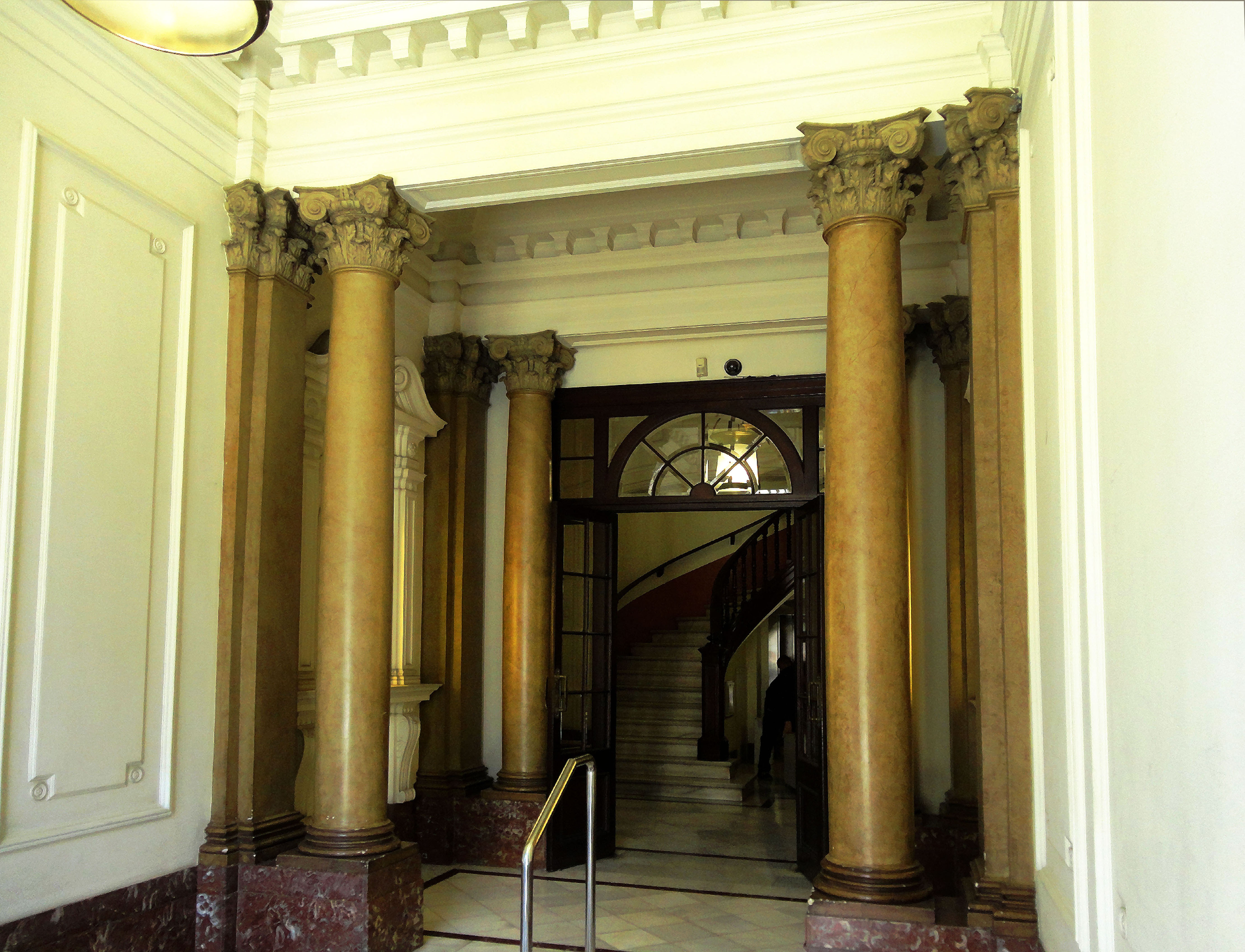
Ex. Teatre on s'utilitzaven tots aquests arts que ara coneixem amb el nom de maquillatge.

La paraula maquillatge prové per derivació del terme de l'idioma francès maquiller (maquillar) principalment utilitzat a la parla teatral francesa durant el segle xix. Es tracta d'aplicar uns productes adequats a la nostra pell (segons quin tipus de pell tinguem) i s'utilitza per fer caracterització, il·luminar alguns punts del rostre i per embellir.
El terme maquillatge s'utilitza des que antigament als teatres es feia caracterització pels actors. Encara que, amb el pas del temps, no només ha estat un mètode de caracterització en aquest àmbit sino que a més s'ha generalitzat a qualsevol estil de vida, és a dir, en l'actualitat el maquillatge s'ha estès i no només parlem d'aplicar uns cosmètics a la pell del cos o al rostre, sinó també d'extensions de cabell o alguna pròtesi de pell artificial.
El maquillatge: És un concepte o una paraula necessària des dels seus orígens teatrals.
El maquillatge amb el a través de la història ha evolucionat, a partir de les diverses transformacions teatrals i a més s'ha deixat veure en la civilització. Des que es coneix el maquillatge, és a dir, des de la prehistòria, se sap que és un element de la figura femenina i que ha estat present en les societats i cultures de tot el món.